# Maidenform
Maidenform is een voormalige Amerikaanse producent van beha's en tegenwoordig een merk van Hanesbrands.
Maidenform Brands werd in 1922 opgericht in Bayonne (New Jersey) en produceerde beha's die, in tegenstelling tot meer androgyn ondergoed in de jaren 20, een meer vrouwelijk silhouet creëerden. In de jaren 90 en 2000 moest het bedrijf meermaals afslanken. In 2005 ging het bedrijf naar de beurs. Het boekte veel succes met zijn shapewear. In 2013 werd het aan Hanesbrands verkocht en sloot de hoofdzetel. Andere behamerken van Hanesbrands zijn Playtex en Wonderbra.